# Estádio Governador Ernani Sátyro
O Estádio Governador Ernani Sátyro, usualmente conhecido por O Amigão, é um estádio multiuso em Campina Grande.
É utilizado na maioria das partidas dos clubes da cidade, destacando-se o famoso Clássico dos Maiorais, entre Treze e Campinense.

## História
Construído em quatorze meses, sua inauguração ocorreu em 8 de março de 1975, no final do mandato do então governador Ernani Ayres Sátyro e Sousa, memorado com seu nome na obra. Ernani costumava chamar pessoas próximas de amigo velho, vindo daí a origem do apelido. A primeira partida foi um amistoso entre Campinense e Botafogo-RJ: 0-0. Foi fundado conjuntamente com o Estádio José Américo de Almeida Filho (cujo título original também possuía o nome de Ernani Sátyro, mas referenciado como ministro, o que mudou ainda em 1975), em João Pessoa; os projetos originais de ambos eram praticamente idênticos, com uma leve diferença: arcos da fachada (retirados depois da mesma reforma nos dois) para cima no Almeidão e para baixo no Amigão.
O primeiro gol do estádio foi marcado em 16 de março de 1975 pelo jogador Pedrinho Cangula, do Campinense, no jogo em que Campinense e Treze empataram em 1-1.
No dia 13 de agosto de 1975, o estádio recebia as equipes de Treze e Flamengo-RJ para a inauguração dos refletores. Um público de 27.450 espectadores viu o Treze marcar, através do atacante João Paulo, o primeiro gol noturno do Amigão. Zico empatou e virou a partida.
O jogo de público recorde também foi Treze e Flamengo (1 a 3): 42 mil pessoas, em 7 de fevereiro de 1982.
Em 25 de novembro de 1992, a Seleção Brasileira jogou um amistoso contra a Seleção Uruguaia, perdendo de virada por 2 a 1 (assim como no Maracanaço, 42 anos antes). O público foi de 13.510, com renda de Cr$ 867.770.000,00.
Foi reformado entre 2013 e 2014.
Em 14 de janeiro de 2021, o governador da Paraíba João Azevêdo publicou um decreto de concessão do estádio à iniciativa privada.

## Fotos

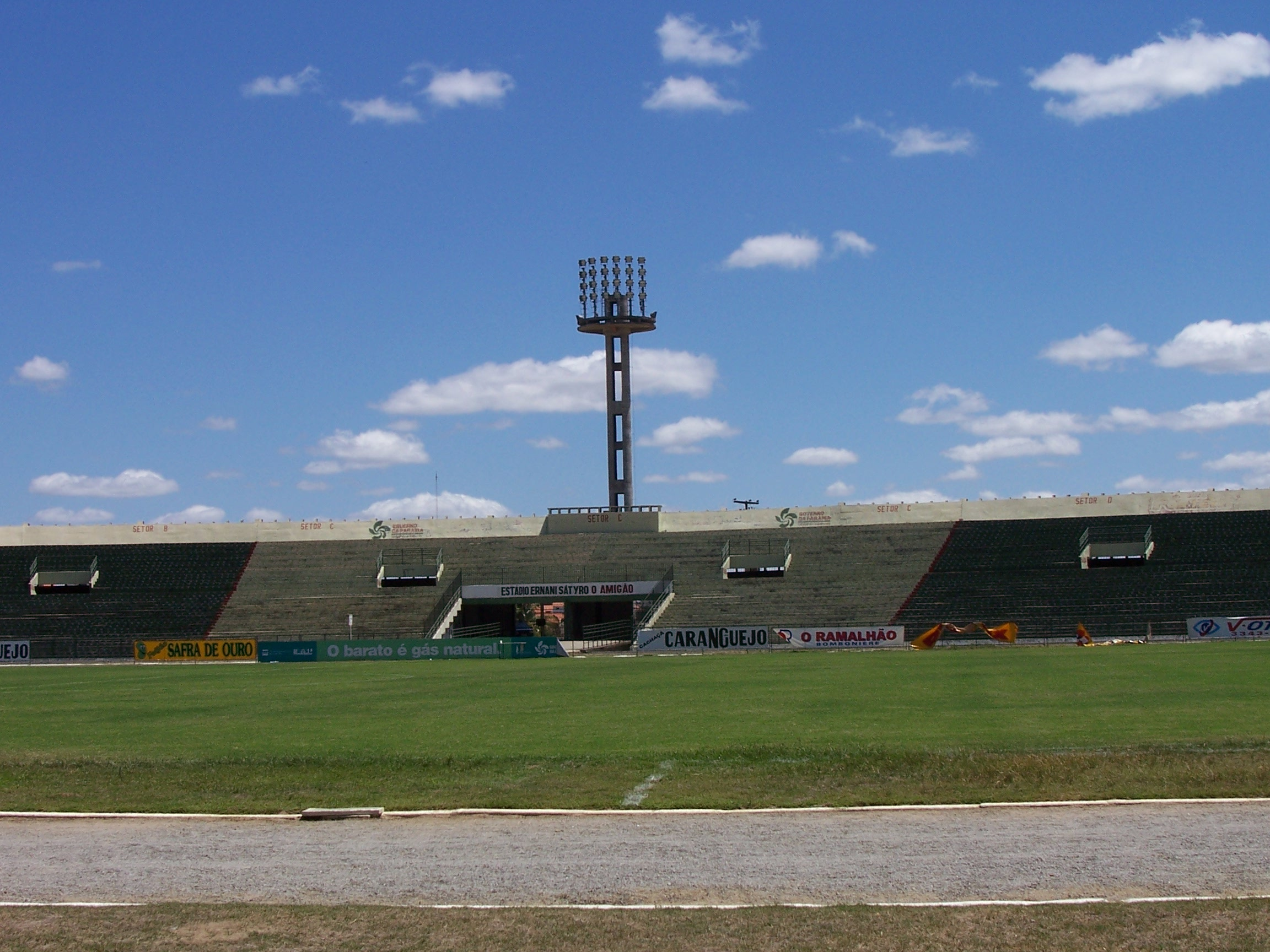
Arquibancada sol (geral)
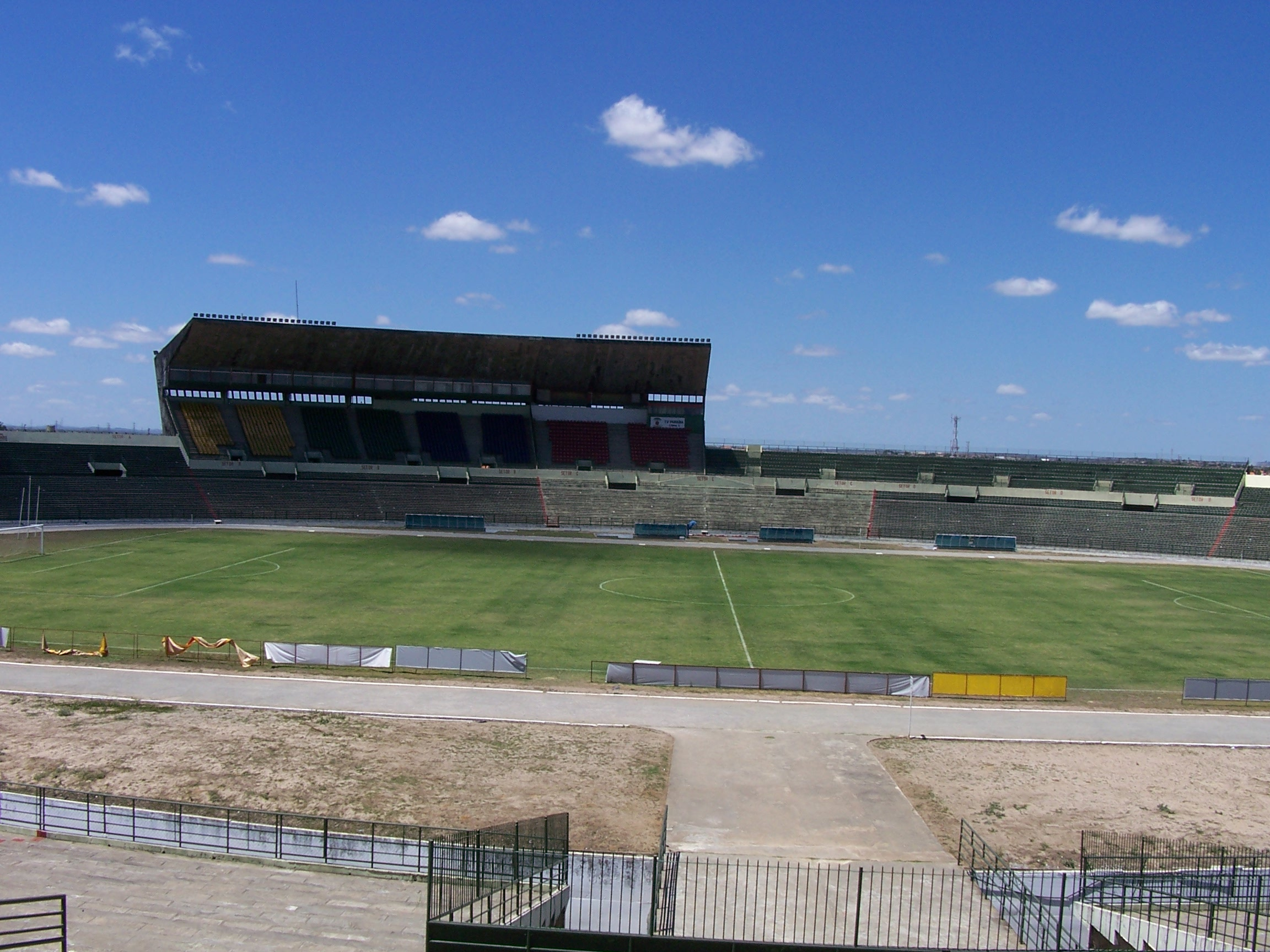
Arquibancada sombra (vista da geral)
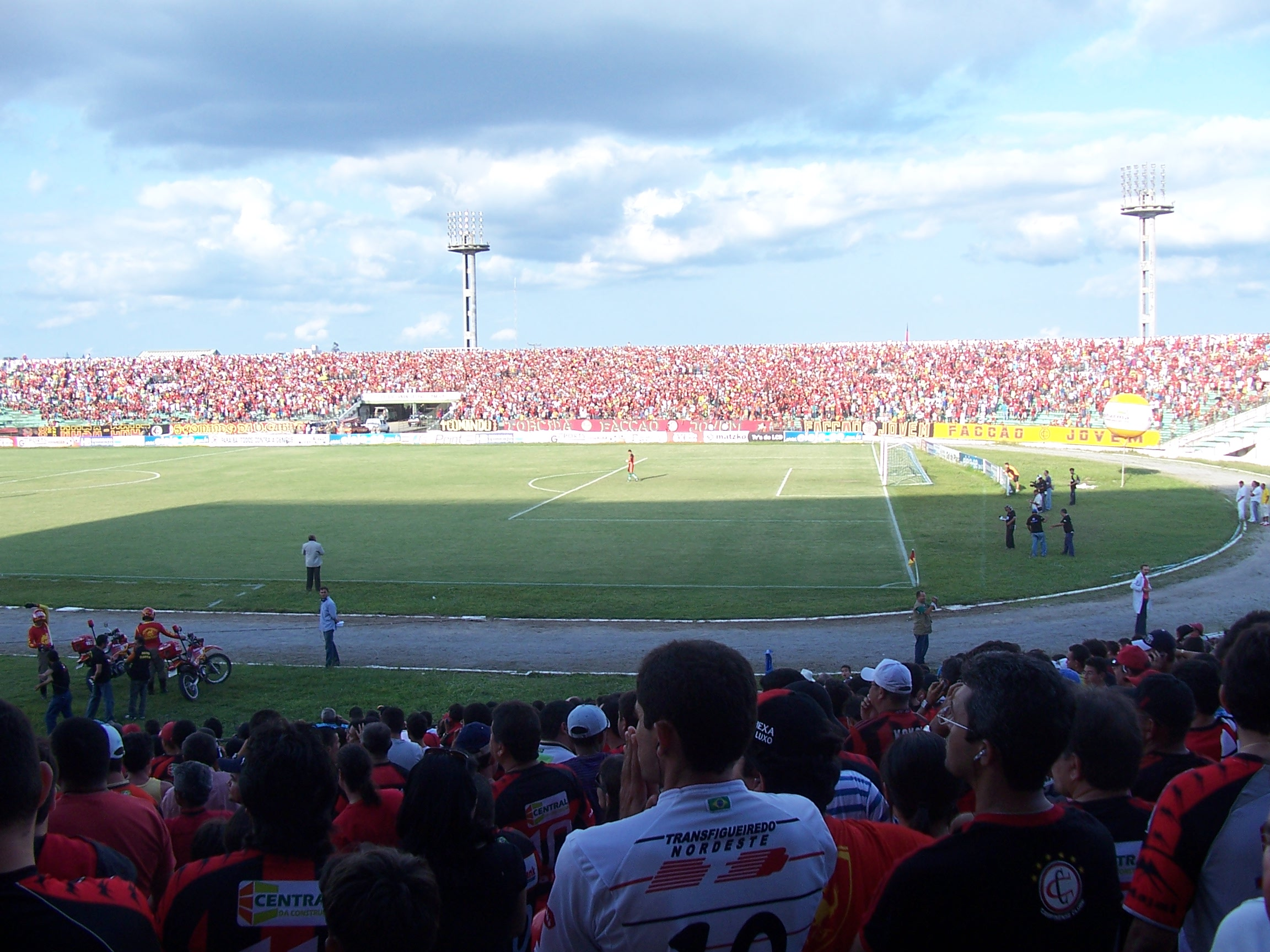
Torcida do Campinense no jogo contra o Icasa-CE, na Série C 2008
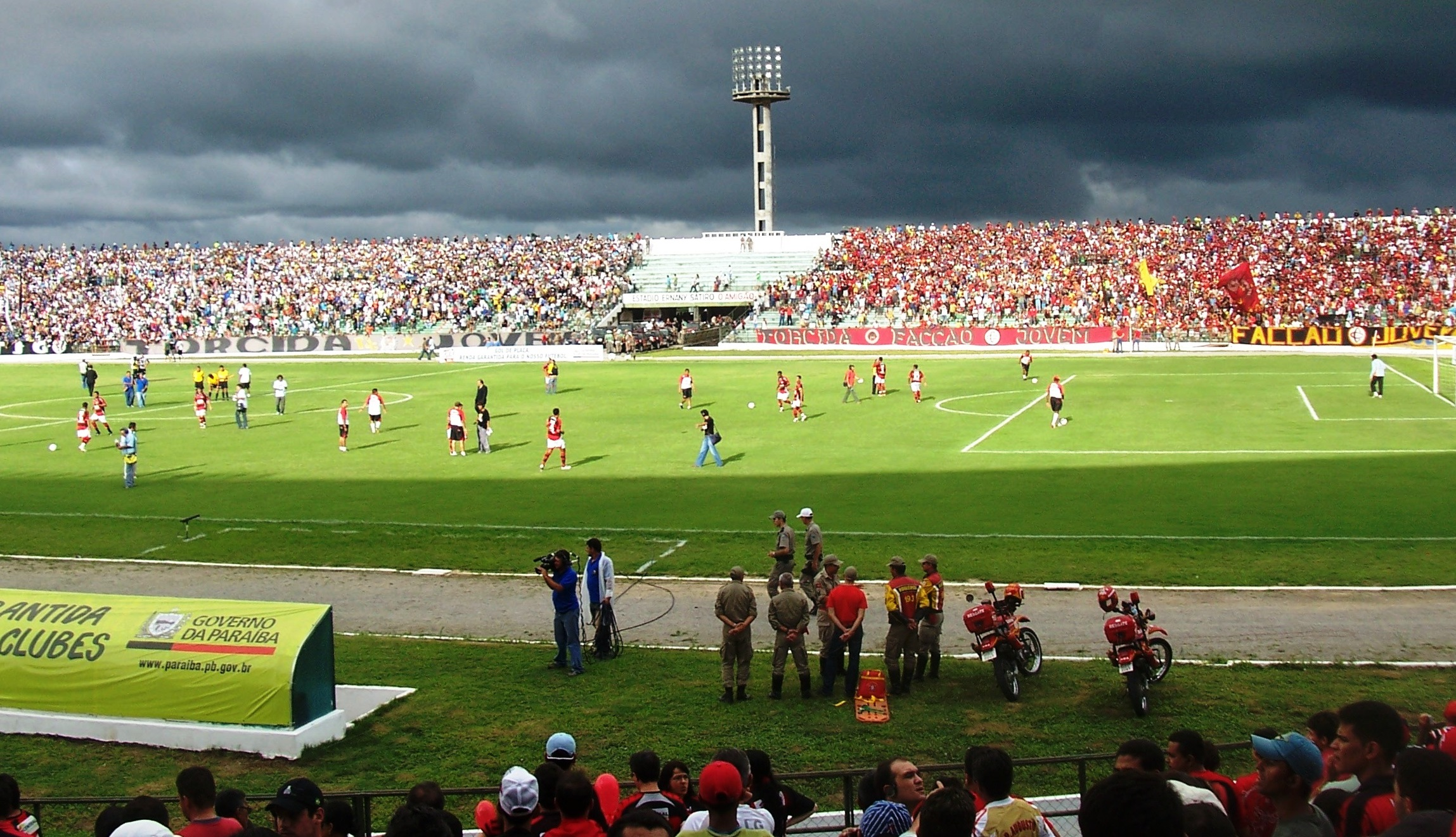
Dia de Campinense x Treze